# Sil Meijs
Sil Meijs (De Bilt, 13 marzo 2002) è un pallavolista olandese, palleggiatore del Modena.

## Carriera

### Club
La carriera di Sil Meijs comincia nella stagione 2019-20 quando viene ingaggiato dal SSS, in Eredivisie: milita nella stessa divisione nell'annata 2020-21, per due campionati, con il Talent Team, in quella 2022-23 con la Dynamo Apeldoorn, aggiudicandosi lo scudetto, e in quella 2023-24 con il Limax.
Nella stagione 2024-25 veste la maglia del Modena, nella Superlega italiana.

### Nazionale
Nel 2020 viene convocato nella nazionale olandese under 20, mentre nel 2022 è in quella under 22.
Nel 2022 ottiene le prime convocazioni nella nazionale maggiore.

## Palmarès

### Club
- Campionato olandese: 1

2022-23